# قرية ألبيون (نيويورك)
قرية ألبيون (بالإنجليزية: Albion (village), New York)‏ هي منطقة سكنية تقع في الولايات المتحدة في نيويورك (ولاية). يقدر عدد سكانها بـ 6,056 نسمة .

## أعلام
- جيم فال
- جون جي. سوير
- إدوين ر. رينولدز
- هنري مور هارينجتون